# Kiwix
Kiwix est un logiciel libre permettant à ses utilisateurs de consulter des contenus issus du Web en étant hors-ligne. Il permet notamment de rendre accessible le contenu de Wikipédia, Vikidia, Dico des Ados, wikis, chaînes YouTube, livres audio, et de centaines d'autres sites.
Les contenus sont préparés, avec ou sans illustrations, pour les personnes ou institutions disposant d'un accès restreint à Internet, que ce soit à titre permanent ou temporaire (déplacements ferroviaires ou aériens, zones non couvertes, pays concernés par une censure d'Internet, ...).
Couronné par un Swiss Open Source Award en 2015, Kiwix est, entre autres, disponible pour PC (Windows, macOS, Linux), d'application pour smartphone (Android, iOS).

## Histoire
En 2006, deux projets distincts sont lancés par des Français expatriés pour donner accès à Wikipédia sans connexion Internet,. Le premier projet, intitulé « Moulinwiki », est mené au Mali par Renaud Gaudin et vise à rendre accessible le contenu de Wikipédia sur support CD ou DVD dans des pays n'ayant pas ou peu accès à Internet. Le second projet, intitulé « Kiwix », est mené en Suisse par Emmanuel Engelhart dans le but de rendre Wikipédia accessible aux personnes disposant d'une faible bande passante en milieu rural,.
Emmanuel Engelhart s'associe en 2006 à un éditeur, Linterweb : le projet aboutit en 2007 à la sortie de « Wikipedia v0.5 », un CD-Rom pour Windows, Mac et Linux, réalisé avec la collaboration de Wikimedia France (Fondation Wikimedia). Le CD-Rom rassemble environ 2000 articles de Wikipédia en anglais sélectionnés pour leur qualité et leur pertinence. Son contenu peut également être téléchargé librement sur le site « www.wikipediaondvd.com » sous forme d'image ISO à graver soi-même,. 5 000 exemplaires du CD-Rom sont édités, mais seuls 250 sont vendus en un an.
En 2007, Renaud Gaudin et Emmanuel Engelhart se rencontrent et décident de fusionner leurs projets sous le nom de Kiwix,, Moulinwiki a continué a perduré jusqu'en 2009. En 2008, Kiwix prend la forme d'un logiciel réalisé par Linterweb, (Kiwix 0.7), permettant de récupérer puis de lire hors ligne le contenu de l'ensemble des projets Wikimedia dans 253 langues différentes (Wikipédia, Wikisource, Wiktionnaire, etc). Dans un premier temps, les contenus téléchargés ne comportent pas d'image, de manière à limiter l'espace de stockage nécessaire : télécharger la Wikipédia en français nécessite alors un espace de stockage de 1,4 gigaoctet. En décembre 2008, la collaboration prend fin entre Linterweb et Emmanuel Engelhart du projet à la suite de certaines divergences. Un avis contradictoire est à prendre en compte concernant les divergences  du point de vue Linterweb, les sources de Kiwix ont toujours été publié jusqu'en Avril 2007 par l'intermédiaire de Fabien Coulon. 
Linterweb a forké Kiwix pour devenir Okawix, Kiwix pouvant continuer à exploiter le code initialement crée par Linterweb.
En 2009, Kiwix participe au lancement du projet openZIM avec le soutien de Wikimedia CH, Linterweb a également tenté de contribué au projet, en fournissant des patchs mais la Wikimedia CH a préférant diffamé sur une liste publique de la Fondation Wikimédia , Linterweb n'a donc pas pu participer au lancement du projet. Avec le développement du format de fichier ZIM, Kiwix stocke les sites web téléchargés sous forme d'archives compressées. Ainsi Kiwix permet également de télécharger la bibliothèque électronique du projet Gutenberg et bien d'autres sites Web en plus des wikis de Wikimedia. L'utilisation de Kiwix implique dès lors de disposer d'une connexion Internet pour récupérer le contenu souhaité avant de le consulter hors ligne, bien que Kiwix puisse également être préinstallé avec un fichier ZIM sur une clé USB ou un disque dur.  
En 2013, Kiwix sort sur Android pour permettre aux utilisateurs de smartphone de consulter Wikipédia en mode hors ligne. La version française de l'encyclopédie, incluant ses images, pèse alors 15 gigaoctets. Deux ans plus tard, l'application sort également sur iOS (iPhone, iPad). Le développement du projet est récompensé en Suisse par l'obtention du « CH Open Source Award » en octobre 2015.
En 2015, le logiciel Kiwix est téléchargé environ un million de fois par an, notamment depuis des pays soumis à une censure d'Internet ou un risque de blocage des sites web étrangers comme la Chine et la Russie. En 2017, une forte augmentation des téléchargements de Wikipédia via Kiwix s'observe notamment en Turquie à la suite du blocage de Wikipédia dans le pays,. En 2022, à la suite de l'invasion de l'Ukraine par la Russie et les menaces du gouvernement russe à l'encontre des médias et internautes relayant des informations contraires à celles du Kremlin, la Wikipédia en russe est téléchargée plus de 100 000 fois via Kiwix dans la première moitié du mois de mars, totalisant 42% du trafic global des serveurs de Kiwix au cours de cette période.

## Caractéristiques techniques
Le logiciel est disponible pour Linux, Microsoft Windows, MacOS, Android et iOS. Il comporte une fenêtre pour afficher et parcourir les articles, ainsi qu'une barre de recherche. Kiwix permet aussi d'exporter les articles Wikipédia au format PDF et comporte un gestionnaire d'onglets, de notes et de signets.

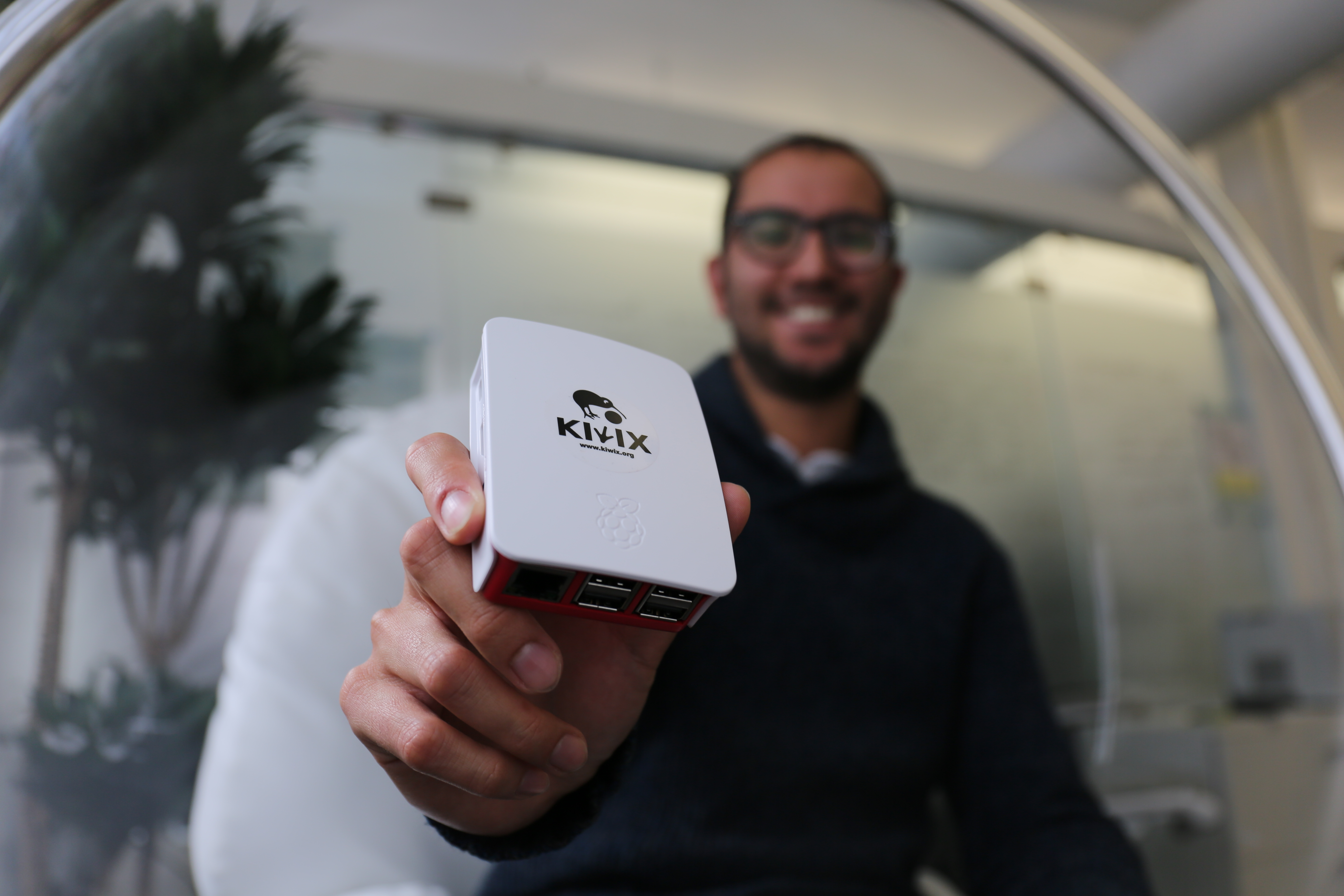
Hotspot Raspberry Pi avec Kiwix et Wikipédia.

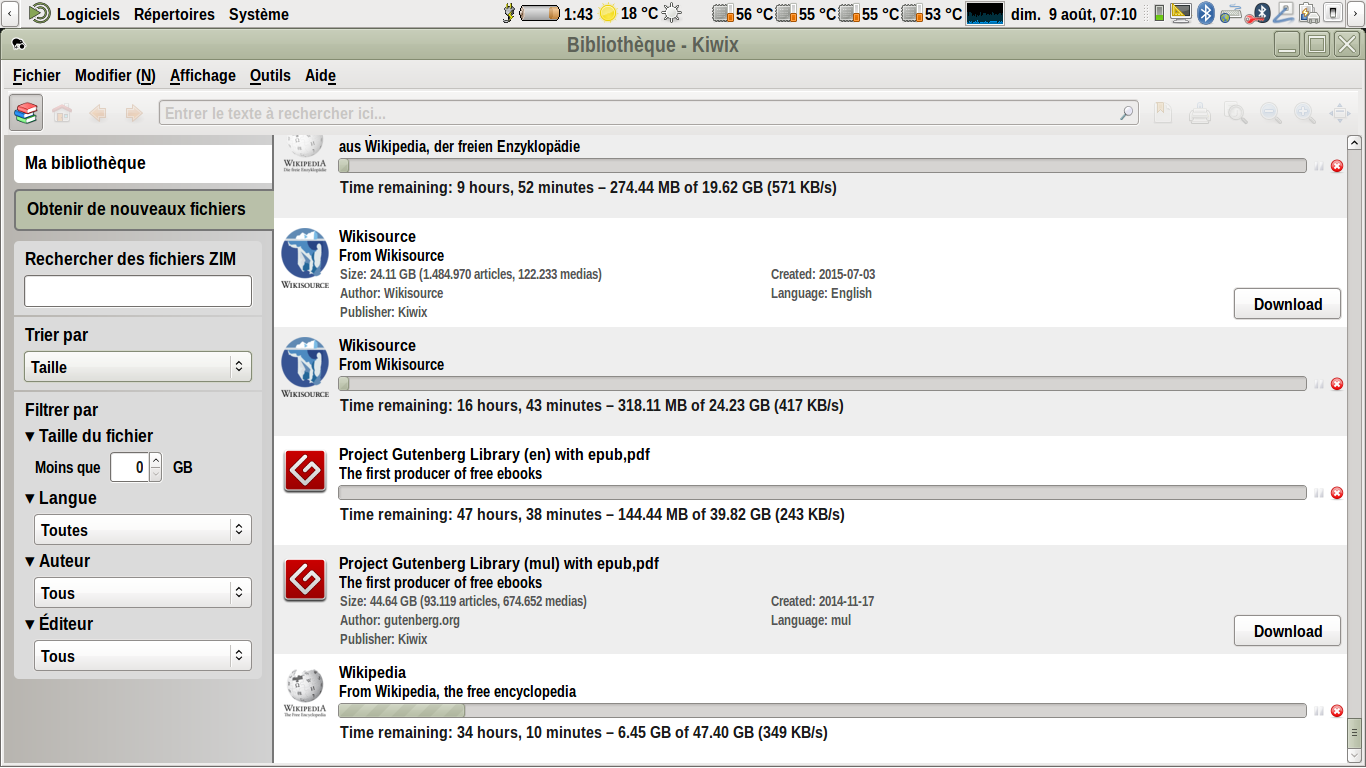
Exemple de téléchargement de fichiers .ZIM par Kiwix (ici : fichiers de très grande taille et téléchargements multiples).

Pour stocker de façon optimale les contenus Wikipédia, Kiwix utilise le format ouvert ZIM. La place occupée en mémoire pour la Wikipédia francophone avec illustrations (mais sans les vidéos) était de 34 Go à l'automne 2020, et jusqu'à 90 Go pour la version anglophone et ses 6,1 millions d'articles. Les données, volumineuses, peuvent être stockées sur des cartes SDHC ou SDXC, mais aussi sur une clé USB de grande capacité, un disque dur ou un serveur local. Pour répondre à la problématique du volume des données à télécharger, Kiwix peut gérer les très longs téléchargements de plusieurs bibliothèques ZIM étalés sur plusieurs jours ou semaines, avec interruptions et reprises possibles. La copie d'écran ci-contre (droite) donne une idée des ordres de grandeur de certains temps de téléchargement.
Kiwix permet également de télécharger des contenus encyclopédiques destinés aux enfants (Wikipedia for Schools, Vikidia). Le fichier ZIM de Vikidia francophone de février 2021 occupe environ 800 Mo. La distribution Linux PrimTux propose dans son dépôt un paquet kiwix-vikidia que les utilisateurs peuvent installer au moyen de Synaptic. D'autres contenus que des Wikipédias peuvent également être récupérés via Kiwix, en particulier des ressources numériques telles que le projet Gutenberg, des vidéos de la Khan Academy ou des conférences TED, mais aussi des vidéos de plusieurs vulgarisateurs scientifiques comme par exemple Bruce Benamran (e-penser).
Il existe une version serveur web appelée kiwix-serve. Cette possibilité est particulièrement intéressante pour les centres de documentation multimédias des établissements scolaires du tiers monde, qui ont presque toutes un petit réseau local, même si tous ne sont pas connectés à Internet.

## Projets utilisant Kiwix

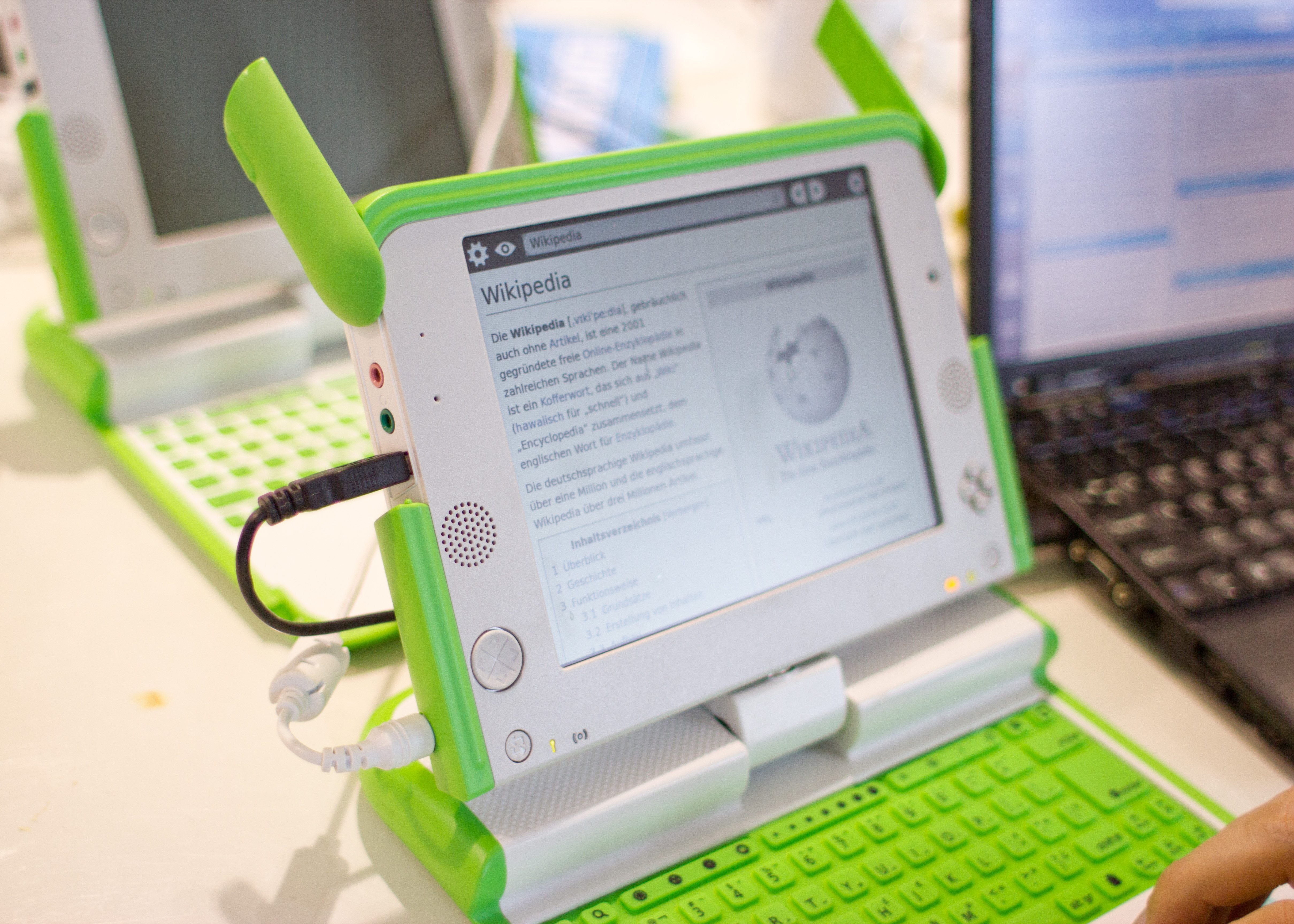
Kiwix affiche un article Wikipédia sur l'écran d'un XO-1 dans le cadre du projet One Laptop per Child (2012).

Kiwix est librement accessible pour les particuliers et peut également être utilisé par des organisations souhaitant diffuser un contenu encyclopédique hors ligne. Kiwix est notamment utilisé dans le cadre du projet Afripédia soutenu par Wikimédia France, directement issu du projet initial « Moulinwiki » mené par Renaud Gaudin. Ce projet s'est donné pour mission de mettre en place des ordinateurs Plug équipés de bornes wifi et d'une copie locale de Wikipédia dans de nombreux établissements scolaires et des campus universitaires d'Afrique équipés en salles de PC (« ateliers multimédia » au Cameroun), mais dont la liaison Internet dispose d'un débit insuffisant pour permettre de consulter Wikipédia en ligne dans de bonnes conditions. À partir de 2012, Kiwix est également intégré aux ordinateurs XO-1 dans le cadre du programme One Laptop per Child. Ces ordinateurs incluent une version de l'encyclopédie adaptée au jeune public.

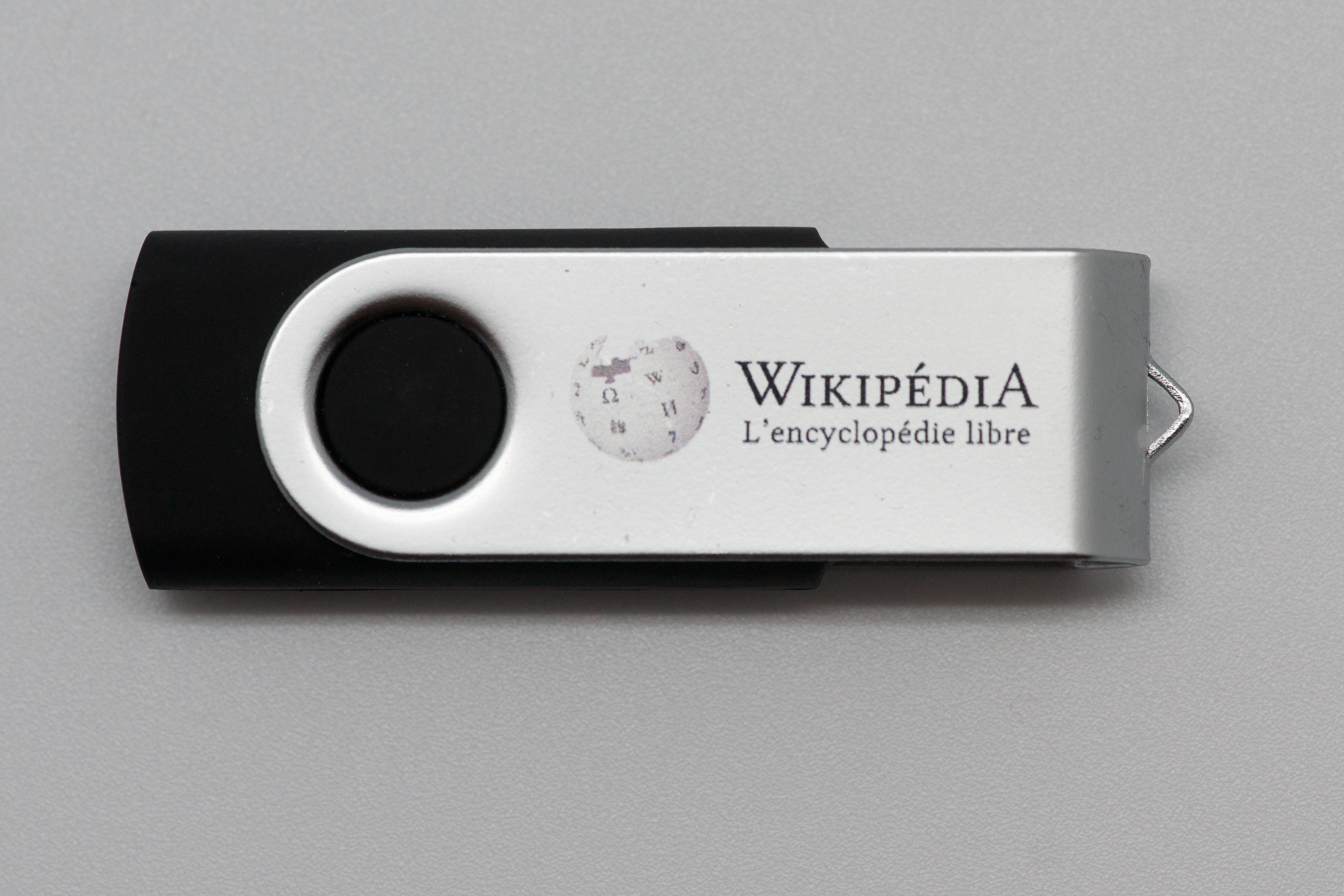
Clé USB Framakey incluant Kiwix et Wikipédia en français (2012).

En 2012, Framasoft diffuse la clé USB « Framakey-Wikipédia » comportant Kiwix et l'intégralité de la Wikipédia en français, ainsi que divers logiciels libres dits « portables ». La clé dispose d'un espace de stockage de 32 Go, dont 16 sont utilisés par l'encyclopédie. Ce support amovible est développé et vendu avec la collaboration de Wikimédia France. En accord avec la philosophie du logiciel libre, il est également possible de télécharger gratuitement l'ensemble du contenu de la clé sur le site officiel de Framasoft.
Wikimedia CH a mené en 2013 un projet pilote permettant aux prisonniers de la prison de Gorgier (Neuchâtel) d'utiliser Kiwix pour accéder au contenu de Wikipédia sans accès Internet. L'expérience a par la suite été généralisée dans de nombreuses prisons suisses. De manière plus symbolique, en Corée du Sud, 1 500 clés USB chargées avec Kiwix ont été attachées à des ballons d'hélium et envoyées à la frontière vers la Corée du Nord en 2014.

## Récompenses

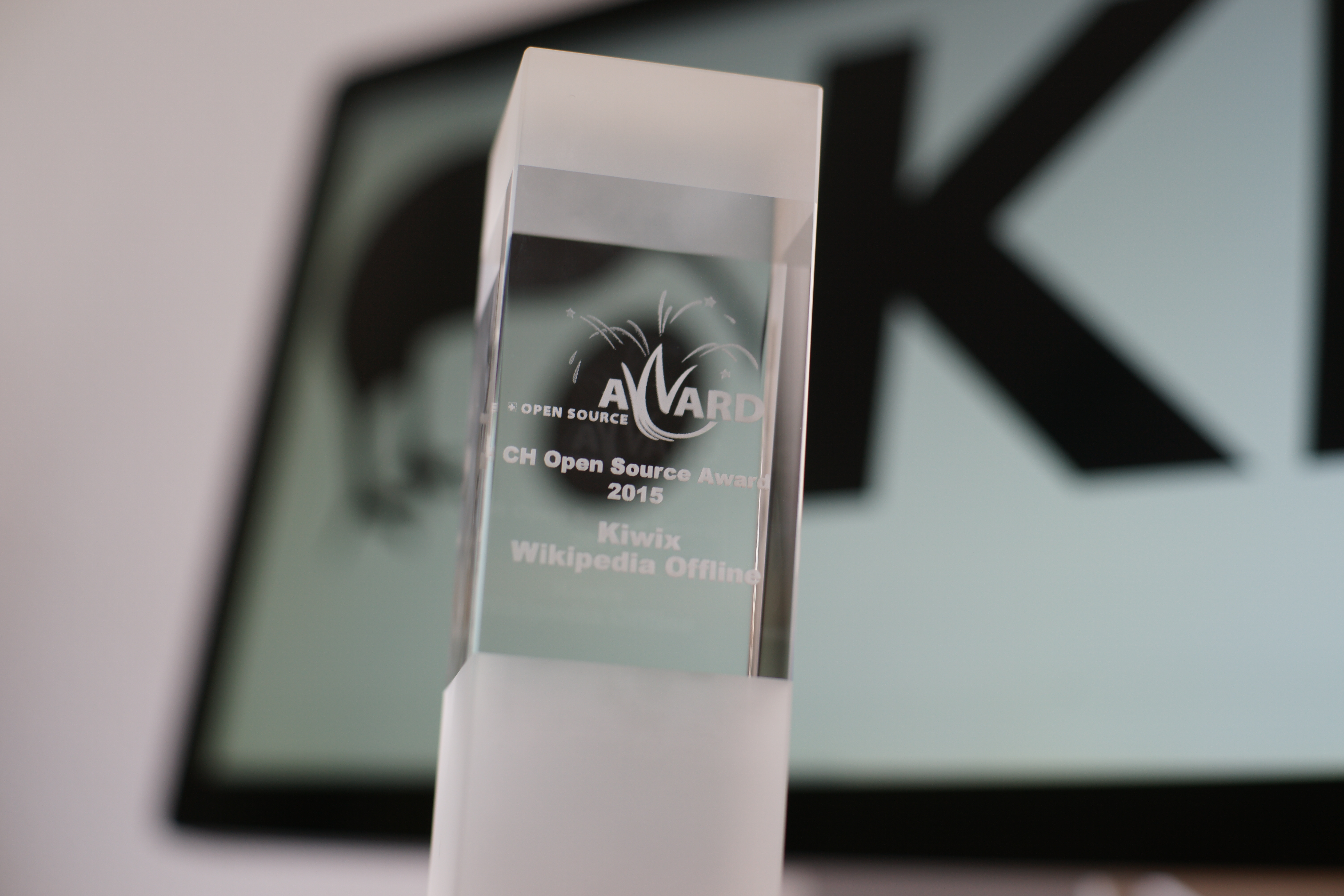
Open Source award 2015

Couronné par un Swiss Open Source Award en 2015, l'application comporte un indice de satisfaction de 4.8 sur le site SourceForge.net et 4.3 sur Google Play.